# (136518) Opitz
Pour les articles homonymes, voir Opitz.
(136518) Opitz est un astéroïde de la ceinture principale.

## Description
(136518) Opitz est un astéroïde de la ceinture principale. Il est découvert le 28 septembre 2005 à Piszkesteto par Krisztián Sárneczky. Il présente une orbite caractérisée par un demi-grand axe de 2,78 UA, une excentricité de 0,27 et une inclinaison de 9,1° par rapport à l'écliptique.

## Compléments